# El Último Vecino
Gerard Alegre Dòria, más conocido por su nombre artístico El Último Vecino, es un músico barcelonés cuyo grupo está integrado por Bernat Castells a la guitarra, Pol Valls al teclado y Alejandro Íñiguez a la batería (instrumento que tocó Manuel Leal hasta 2021). Su música, muy inspirada por bandas como New Order o The Cure, se inscribe en el panorama indie español, aunque se podría catalogar como tecno-pop y new wave. Sus canciones pretenden transmitir emociones a través de la sencillez, incluyendo sonidos propios de la  cadencia 80's, synth-pop melancólico. 

## Biografía

### Orígenes
Aunque empezó a estudiar la carrera de Bellas Artes, Gerard Alegre Dòria descubrió su vocación como músico cuando empezó a tocar el bajo en un grupo con amigos.

Desarrolló su carrera en solitario con un nombre sacado de una novela que empezó a escribir con 18 años:
La historia trataba de que en una noche de tormenta, en una aldea donde solo vivía un último vecino y su rebaño de ovejas, caía un rayo en el corral que provocaba la muerte de todas las ovejas menos cinco y la del último vecino de la aldea al intentar rescatarlas. A partir de allí se contaba el camino que hacían las ovejas sin tener guía alguna. Acababan en el cuarto donde yo estaba escribiendo porque ese era el único punto de referencia que tenían. Aunque nunca lo terminé como libro, quise terminarlo poniéndole el nombre al grupo. 

### Carrera musical
Debutó en el año 2013 con su primer LP, publicado por Domestica, en 2014 estrenó Tu Casa Nueva, formado por tres singles nuevos, coeditado con CANADA y CLUB SOCIAL, y en 2016 su segundo álbum, Voces. Más tarde lo reedita en vinilo en una cuidada edición limitada a 500 copias.
A principios del 2014 se edita el single compartido con M A J E S T A D y Pan Total: "Veladas Está Pasando #1" (Club Social, 2014). Una edición limitada de 300 copias en vinilo transparente que deja testimonio de la I Edición de las Veladas Está Pasando (Madrid, 19 de octubre de 2013), lugar donde sus grupos favoritos se homenajean mutuamente.
En 2016 vuelve a debutar después de haber hecho conciertos tanto en países como Alemania, Lituania y México como en el Primavera Sound.
En 2017 realizó un concierto en Perú.
En 2021 lanza su sencillo “Mi N❤mbre”, con un videoclip dirigido y editado por Neelam Khan Vela y rodado en Barcelona. Por otro lado, el tema se grabó en Madrid con Guille Mostaza como productor y mezclador.
El 4 de febrero de 2022 vio la luz el tercer álbum, Juro y prometo, una producción de InnerCut editada por PIAS Iberoamérica. En marzo comienzan los conciertos de presentación del disco con Alejandro Íñiguez como nuevo batería de la banda.

## Discografía

### Álbumes
- El Último Vecino (2013)
- Voces (2016)
- Juro y prometo (2022)
- Riqui (2024)

### Singles y EPs
- Nuevo Anochecer presenta: El Último Vecino y Futuro (2013)
- Tu casa nueva (2014)
- El eterno femenino (2015)
- La entera mitad (2016)
- Mi chulo (2017) (versión de la canción de La Zowi)
- Donde estás ahora (2017)
- Un secreto mal guardado (2018)
- Parte primera (EP, 2018)
- Chica nueva (2018) (música para la serie Looser)
- Nostalgia (2020)
- Qué caro (2021)
- Mi nombre (2021)[4]
- Preguntas (2021)
- Mi camino perfecto (2021)
- El desastre (2022)
- Ábreme la puerta (2022)